# Ministrowie zdrowia Islandii
Lista ministrów zdrowia Islandii od 1970 roku.
- Eggert G. Þorsteinsson (1 stycznia 1970 - 14 lipca 1971)
- Magnús Kjartansson (14 lipca 1971 - 28 sierpnia 1974)
- Matthías Bjarnason (28 sierpnia 1974 - 1 września 1978)
- Magnús H. Magnússon (1 września 1978 - 8 lutego 1980)
- Svavar Gestsson (8 lutego 1980 - 26 maja 1983)
- Matthías Bjarnason (26 maja 1983 - 16 października 1985)
- Ragnhildur Helgadóttir (16 października 1985 - 8 lipca 1987)
- Guðmundur Bjarnason (8 lipca 1987 - 30 kwietnia 1991)
- Sighvatur Björgvinsson (30 kwietnia 1991 - 14 czerwca 1993)
- Guðmundur Árni Stefánsson (14 czerwca 1993 - 24 czerwca 1994)
- Sighvatur Björgvinsson (24 czerwca 1994 - 23 kwietnia 1995)
- Ingibjörg Pálmadóttir (23 kwietnia 1995 - 14 kwietnia 2001)
- Jón Kristjánsson (14 kwietnia 2001 - 7 marca 2006)
- Siv Friðleifsdóttir (7 marca 2006 - 24 maja 2007)
- Guðlaugur Þór Þórðarson (24 maja 2007 - 1 lutego 2009)
- Ögmundur Jónasson (1 lutego 2009 - 23 maja 2013)
- Kristján Þór Júlíusson (23 maja 2013)